# Institut Català d'Ornitologia
L'Institut Català d'Ornitologia ('ICO) és una entitat sense ànim de lucre dedicada a l'estudi dels ocells a Catalunya. Fundat l'any 1975 amb el nom de Grup Català d'Anellament, el 2002 va prendre el nom actual. S'ha especialitzat en el desenvolupament i coordinació de programes de seguiment a gran escala que requereixen la col·laboració de molts ornitòlegs, com ara l'Atles dels Ocells Nidificants de Catalunya. Organitza cursos d'introducció i especialització de l'ornitologia. També dona la formació per a esdevenir anellador a Catalunya.
A Catalunya, la regulació de l'anellament científic d'ocells correspon al Departament de Medi Ambient i Habitatge, que en delega la gestió i la coordinació a l'Oficina Catalana d'Anellament, una divisió de l'ICO. Centralitza la informació de l'anellament científic d'ocells que és una de les principals activitats de l'ICO. Cada any s'afegeixen prop de 60.000 registres nous a la base de dades.
Ha creat el portal web Ornitho.cat, dedicat a l'intercanvi d'informació sobre les observacions d'ocells de Catalunya en col·laboració amb el Banc de Dades de Biodiversitat de Catalunya i promoguda conjuntament amb el Departament de Medi Ambient i Habitatge i diverses entitats ornitològiques i naturalistes de caràcter més local. El sistema permet gestionar i tramitar qualsevol observació d'ocells que portin una única marca especial. La marca pot ser de qualsevol tipus: una anella de plàstic, una marca d'alar, un collar, etc. Però és imprescindible que la marca tingui una inscripció alfanumèrica.
Publica la revista L'Abellerol, el butlletí de comunicació entre els socis i, annualment, la Revista Catalana d'Ornitologia, una revista científica d'accés lliure.